# Uccellini (Nin)
Uccellini (Little Birds) è la seconda opera di letteratura erotica prodotta da Anaïs Nin (dopo Il delta di Venere) e data alle stampe nel 1979, due anni dopo la morte dell'autrice, sebbene siano stati scritti per lo più durante i primi anni '40 del XX secolo. Molti degli stessi personaggi che erano comparsi nel primo libro si ripresentano qui.
Il libro è una raccolta di 13 racconti; gli argomenti sessuali trattati sono abbastanza variegati e vanno dalla pedofilia al lesbismo, ma legati tutti da un interesse profondo per la soggettività femminile, sia nel rapporti tra i personaggi sia nella dialettica discorsiva.

## Titolo e temi trattati
I piccoli uccelli del titolo si riferiscono sia ai volatili utilizzati da uno dei protagonisti affetto da esibizionismo per attirare giovani studentesse nella sua soffitta, sia (metaforicamente) agli organi sessuali maschili quando finalmente hanno raggiunto lo stato di erezione.
In alcune delle storie l'autrice sembra voler mettere in discussione la tendenza oggettivante dello sguardo maschile per giungere a una complicità, sia maschile che femminile, di tendenza masochista. Utilizza inoltre il genere pornografico stesso come sottile atto di sovversione.